# إيند لايونز
السيدة إيند ميريل لايونز حاملة وسام أستراليا، ورتبة الإمبراطورية البريطانية (بورنيل قبل الزواج؛ 9 يوليو 1897 – 2 سبتمبر 1981) سياسية أستراليةٌ، وأول امرأة انتُخبت إلى مجلس نواب أستراليا، وأول امرأة تخدم في ديوان أستراليا الفيدرالي. قبل مسيرتها السياسية، اشتُهرت بأنها زوجة جوزيف لايونز، رئيس وزراء أستراليا (1932–1939)، ورئيس وزراء تاسمانيا (1923 – 1928).
ولدت لايونز في بلدة سميثتون، بجزيرة تاسمانيا. وترعرعت في عدة مدن صغيرة في شمال تاسمانيا، وتلقت تدريبَا مهنيَا لتصبح معلمة مدرسة. في سن السابعة عشر، تزوجت من السياسي جوزيف لايونز، الذي كان يكبرها بثمانية عشرة عامًا تقريبَا. وأنجبا اثني عشر طفلَا عاش جميعهم حتى سن الرشد ما عدا واحدًا. مع تقدّم مسيرة زوجها المهنية، راحت لايونز تساعده في الحملات الانتخابية، واكتسبت سمعةً بوصفها متحدثةً موهوبة. في العام 1925، أصبحت واحدةً مِن أولى امرأتَين ترشحتا عن حزب العمال الأسترالي في انتخابات ولاية تاسمانيا. وعلى إثر انقسام حزب العمال الأسترالي في العام 1931، التحقت بزوجها في صفوف حزب أستراليا المتحدة الناشئ.
بعد أن أصبح زوجها رئيسًا للوزراء في العام 1932، انتقلت لايونز للعيش في بناء لودج (مقر إقامة رئيس الوزراء) في العاصمة كانبرا. وكانت واحدة من أشهر زوجات رؤساء الوزراء، إذ كتبت مقالات في الجرائد، واشتركت في برامج إذاعية، وألقت خطابات في الأماكن المفتوحة. سبّبت وفاة زوجها المفاجئة خلال خدمته كرئيس للوزراء في العام 1939 صدمةً كبيرة لها، وانسحبت من الحياة العامة لفترة من الزمن. في الانتخابات الفيدرالية للعام 1943، نجحت لايونز في ترشحها عن حزب أستراليا المتحدة في دائرة داروين الانتخابية. وأصبحت هي والسيناتور (السيدة) دوروثي تانغني أول امرأتين تُنتخبان إلى البرلمان الفيدرالي. في العام 1945، انضمت لايونز إلى الحزب الليبرالي الجديد، وشغلت منصب نائبة رئيس المجلس التنفيذي في حكومة مينزيس من العام 1949 حتى العام 1951 –مما جعلها أول امرأة في مجلس الوزراء. تقاعدت من البرلمان بعد ثلاث فترات، ولكنها بقيت ناشطةً في الحياة العامة من خلال عضويتها في مجلس إدارة هيئة البث الأسترالية (1951–1962) ونقدها الاجتماعي.

## سنواتها المبكرة

### مولدها وخلفية العائلة
وُلدت لايونز في 9 يوليو 1897 في ليزفيل، وهي مستوطنة صغيرة لنشر الأخشاب بالقرب من بلدة سميثتون، في جزيرة تاسمانيا. سُجّلت واقعة ولادتها بعد شهر واحد من مولدها. كانت ترتيب لايونز الثانية من بين أربعة أطفال لإليزا (تاغيت، قبل الزواج) وويليام بورنيل. وُلد أبوها، الذي كان نشّار أخشاب وموسيقيَا موهوبَا، في ديفون بإنجلترا، ونشأ في كارديف، بمقاطعة ويلز، وهاجر إلى أستراليا عندما بلغ سن السابعة عشرة. ولدت أمها في أديلايد هيلز في جنوب أستراليا، لأب إنجليزي مهاجر جذبته إلى أستراليا حمّى البحث عن الذهب في الحقبة الفيكتورية. وكان أسلافها في إنجلترا ينتمون إلى الطبقة الوسطى، بيد أنّ الأسرة تدهورت إلى حالةٍ من الفقر النسبي في أستراليا. التقى والدا لايونز لأول مرة في أنغيلالا على خط السكك الحديدية الغربي في ولاية كوينزلاند، حيث حصلت جدتها لأمّها الأرملة لويزا تاغيت (أورتشارد، قبل الزواج) على عقد لتقديم خدمات الطعام. تزوج الوالدان في بريزبان في العام 1888، وفي بادئ الأمر استقرا في بورينبار، في نيو ساوث ويلز، حيث وُلد طفلهما الأول. ثم انتقلوا إلى شمال تاسمانيا في العام 1894 ليكونوا أقرب إلى والدي ويليام، اللذين كانا يعملان في الزراعة في سومرست.
تخمّن كاتبة سيرة لايونز، آن هندرسون، أن ويليام بورنيل ربما لم يكن والد لايونز البيولوجي، وأنها ربما تكون ابنة ألويسيوس جويس جونيور، ابن رجل أعمال محلي بارز. ومع ذلك، تشير أيضًا إلى أنه «ليس ثمة ما فعله [ويليام] خلال تنشئتها ممّا يشي بأنها لم تكن ابنته الحقيقية». ووفقًا لرواية من طرف عائلة جويس، واجه ويليام ألويسيوس جويس الأب، وسُمع جدالُ الرجلين، وفي النهاية اعترف جويس بإيند كقريبةٍ برابطة الدم، ووافق على تقديم الدعم المالي لعائلة بورنيل بشرط أن يربّيها ويليام على أنها ابنته. تقدّم هندرسون هذا بوصفه تفسيرَا معقولَا لكيفية تمكّن الأسرة لاحقًا من الحصول على قرض لشراء عقارٍ، بناءً على دخل محدود، وبدون ضمانات.

### زواجها
قدمت إليزا بورنيل ابنتها البالغة من العمر 15 عامًا إلى جوزيف لايونز، الذي كان سياسيَا صاعدَا في حزب العمال الأسترالي في تاسمانيا. في 28 أبريل 1915، تزوج الاثنان في وينيَرد، في تاسمانيا؛ كانت إيند في السابعة عشرة من عمرها وجوزيف لايونز في الخامسة والثلاثين. نشأت إيند على العقيدة الميثودية، ولكنها اعتنقت الكاثوليكية بناءً على طلب لايونز. وأنجبا اثني عشر طفلَا، توفي أحدهم في طفولته.

## سياسة الدولة

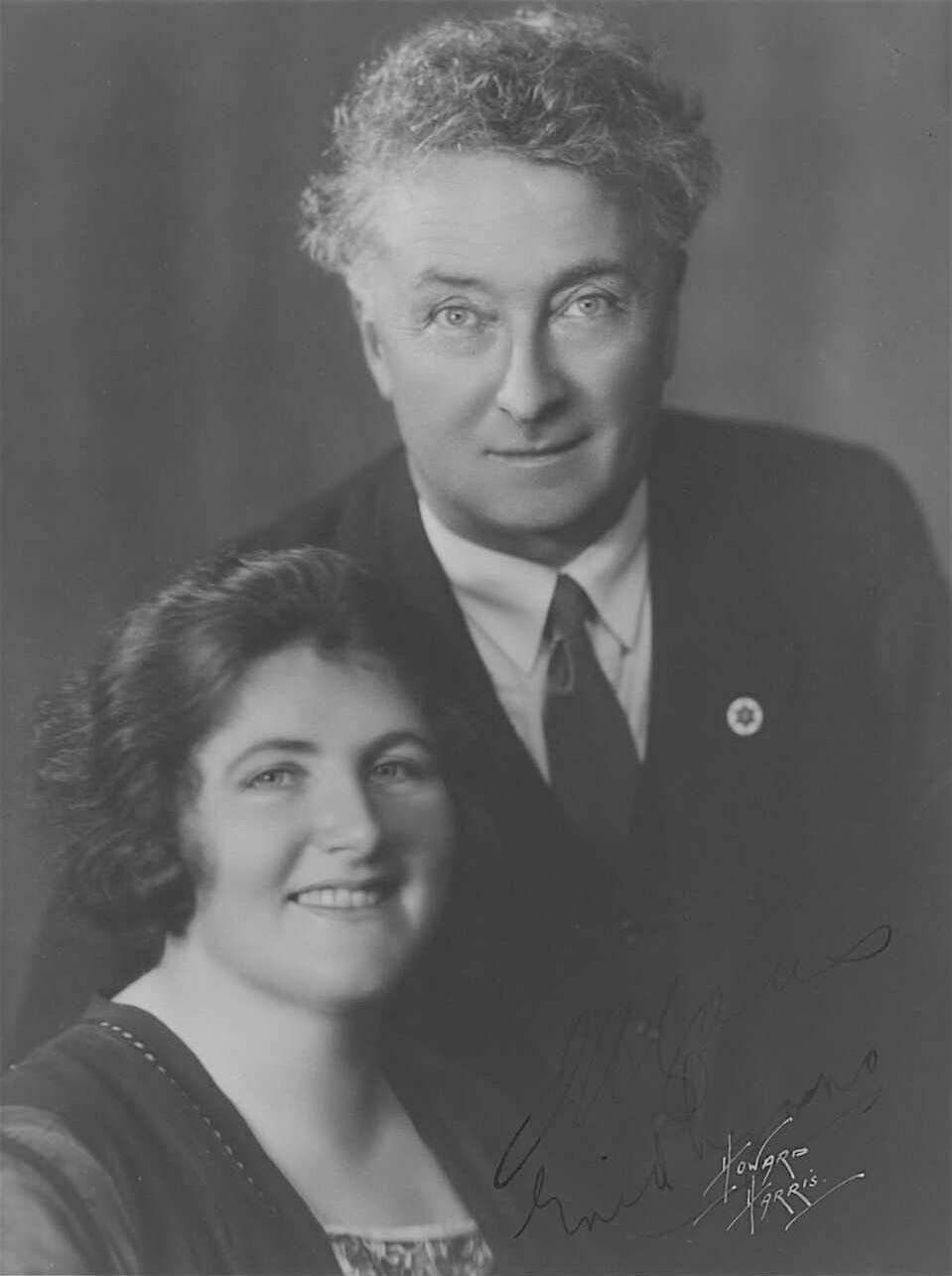
EnidJoseph

انتُخب زوج لايونز، الذي كان عضوَا في البرلمان منذ العام 1909، انتُخب زعيمًا لحزب العمال الأسترالي في أعقاب انقسام الحزب في العام 1916 بخصوص مسألة التجنيد الإجباري. كانت لايونز ذاتها عضوًا نشطًا في حزب العمال الأسترالي، واشتركت في مؤتمر الولاية للعام 1918 بصفتها مندوبةً عن الجناح النسائي، ونجحت في تعديل مشروع قرارٍ واحد، وشاركت مع إدموند دواير-غريه في رعاية مشروع قرار للتدريب العسكري الإجباري. منحها موقعها كزوجة لزعيم المعارضة شهرةً عامة أوسع، وبدءًا من انتخابات الولاية للعام 1922، بدأت في الظهور نيابة عنه. في أكتوبر من العام 1923، وبصورة غير متوقّعة، عُيّن زوج لايونز في منصب رئيس وزراء تاسمانيا بعد انهيار حكومة الحزب الوطني. وأصبح من ضمن واجباتها أن تشترك بالعديد من الارتباطات الاجتماعية نيابة عن زوجها، رغم أنها اضطرت لتغطية نفقاتها الخاصة، وعادةً ما اضطرت للاعتماد على وسائل النقل العام.
في العام 1924، أنجبت لايونز طفلها السابع، وهو الأول خلال عمل الأب كرئيس وزراء تاسمانيا. ومرّت الأسرة بعدد من الصعوبات خلال العامين التاليين. ألزمَ النكافُ لايونز الفراشَ لمدة شهرين في منتصف العام 1925، وبعد فترة قصيرة توفّي ابنها الرضيع بسبب التهاب السحايا. وبعد عدة أشهر، أجهضت حملها، واضطرت لحمل الجنين الميت لثلاثة أشهر؛ وأسفر إجراء التوسيع والكحت الطبي إلى تجرثم الدم. في يوليو 1926، تعرض زوجها لجراحٍ بالغة بسبب حادث سيارة أدى إلى وفاة زميله مايكل أوكيف، وبقي في المشفى لتسعة أسابيع.

### ترشحها في انتخابات العام 1925
في العام 1925، أصبحت لايونز ووالدتها أول امرأتان تترشحان عن برنامج حزب العمال الأسترالي في تاسمانيا. وكانت انتخابات الولاية في العام 1925 هي الدورة الثانية فقط منذ حصول نساء تاسمانيا على الحق في الترشح لبرلمان الولاية في العام 1921. ترشحت لايونز عن مقعد دينيسون في مدينة هوبارت، حيث كان الهدف أن تستقطب أصوات الناخبات الداعمات للمرشحة المستقلة إيدث ووترورث؛ وترشحت والدتها عن دائرة داروين التي كان تضم مسقط رأسها بورني. لمعت لايونز، البالغة من العمر 27 عامًا، «كمرشحة محلية موهوبة»، وألقت عدة خطابات عامة لدعم ترشيحها ودعم زوجها أثناء جولاته في الدوائر الانتخابية الأخرى.